# Musée Sursock
Pour les articles homonymes, voir Sursock.

Le musée Nicolas Ibrahim Sursock, du nom de son fondateur, est le musée d'art moderne de Beyrouth, au Liban. Il est situé rue Sursock, en plein cœur du prestigieux quartier historique d'Achrafieh, où de nombreux hôtels particuliers furent construits depuis le XVIIIe siècle par les plus importantes familles libanaises, parmi lesquelles les Sursock et les Bustros.

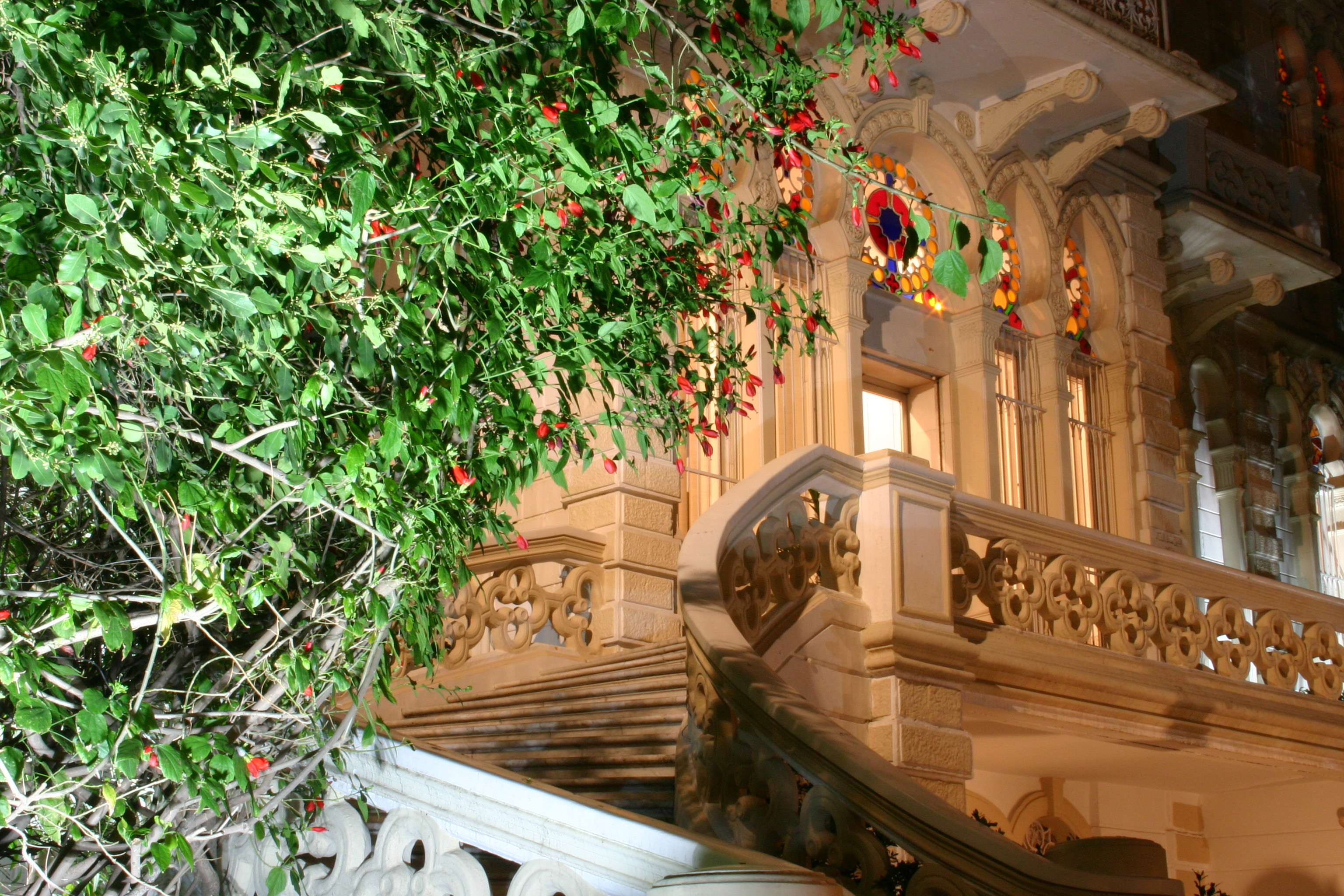
Les escaliers de marbre du musée.

## Histoire
Le musée Sursock est un modèle d'architecture libanaise brassant les styles vénitien et ottoman. Le bâtiment a été édifié en 1912 pour être la résidence privée de Nicolas Ibrahim Sursock, richissime collectionneur d'art et mécène issu de la dynastie des Sursock et des Serra di Cassano. Selon les vœux testamentaires de son créateur, décédé en 1952, il fut établi en waqf et confié à la charge du président du conseil municipal de Beyrouth afin de devenir un musée. Le musée est situé en face du palais Sursock, l'une des plus belles maisons de la famille Sursock.
Camille Aboussouan, élu conservateur du musée, en organise l’inauguration par un Salon des artistes libanais en novembre 1961. Plus d'une centaine d'expositions et rétrospectives furent organisées depuis, présentant les œuvres majeures d'artistes libanais et internationaux. Indépendamment d'une importante collection d'art moderne, le musée Sursock est riche d'une collection permanente de gravures japonaises et d'art islamique.
Fermé en 2008 pour extension et rénovation par les architectes Jean-Michel Wilmotte et Jacques Abou Khaled, il a rouvert le 8 octobre 2015. Sa directrice est Karina El Helou.
Le musée a subi des dommages à la suite des explosions du 4 août 2020 au port de Beyrouth.

## Les collections du musée
Artistes présents dans les collections permanentes du musée :
- Chafik Abboud
- Lotti Adaimi
- Anton Asfar
- Assadour
- Simone Baltaxé-Martayan
- Juman Beyazit
- Saloua R. Choucair
- George Cyr
- Etel Adnan
- Claude-Jean Darmon
- Jean Dometti
- Franck Duminil
- Paul Guiragossian
- Georges Guv
- John Haddian
- Madi Hussein
- Halim Jurdak
- Elie Kanaan
- Mamdouh Kashlan
- Viola Kassab
- Michel-Henry
- Michel el Mir (Elmir)
- Levon Moumjian
- Mounir Najm
- Omar Onsi
- Aref Rayess
- Nadia Saikali
- Mohamed Sakr
- Stelio Scamanga
- Juliana Seraphim
- H. Torrossian
- Sophie Yaramian
- Khalil Zgaib
- Alain Le Yaouanc

## Expositions
- Les arts plastiques au service de l'architecture, 1969
- Art Islamique, 1974
- Hommage à Jean Khalife, 1993[6]
- Omar Onsi Restrospective, 1997 [7]
- Georges Schehadé : poète des deux rives, 1905-1989, 1999[8]
- Max Ernst, 2000[9]
- Sergei Parajanov, collages et dessins, 2000[10]
- Aquarelles et dessins inédits d’Osmond Romieux, capitaine de frégate et dessinateur, 2002[11]
- Moustafa Farroukh Restrospective, 2003 [12]
- Regards sur Beyrouth, 160 ans d'images, 2015 [13]
- Danielle Genadry, The Fall, 2016 [14]
- Assadour, landscape in Motion, 2016 [15]
- Ali Cherri. A Taxonomy of Fallacies: The Life of Dead Objects, 2016 [16]
- Let's Talk About the Weather: Art and Ecology in a Time of Crisis, 2016 [17]
- Susan Hiller Magic Lantern, 2016[18]
- Adelita Husni-Bey: A Wave in the Well, 2016[19]
- Fabrik, 2017[20]
- Les mondes de Willy Aractingy, 2017[21]
- Hrair Sarkissian Homesick, 2017[22]
- Partitions et Couleurs : Hommage à Amine El Bacha, 2017[23]
- Fruit of Sleep. Curated by Reem Fadda – Part of Act II program of Tamawuj, Biennale de Charjah 13, 2017[24]
- Monira Al Qadiri: The Craft, 2017[25]
- Abed Al Kadiri, The Story of the Rubber Tree, 2018[26]
- Cy Twombly Photographies, 2018[27]
- Zad Moultaka: ŠamaŠ[28]
- Fleeting Exits, Commissaire : Marwan T. Assaf, 2018[29]
- Past Disquiet, Commissaires : Kristine Khouri and Rasha Salti, 2018, Média ONORIENT[30]
- Gregory Buchakjian Abandoned Dwellings, Display of Systems, Commissaire : Karina El Helou, 2018[31]
- Laure et Mazen : Correspondance(s), 2019[32]
- La Fabrique des illusions: Collection Fouad Debbas et commentaires contemporains, 2019[33]
- Baalbek, Archives d'une éternité, Commissaire : Vali Mahlouji, 2019[34]
- Picasso et la famille, 2019[35]
- At the still point of the turning world, there is the dance. Curated by Carla Chammas and Rachel Dedman, 2019[36]